# Harold Snoad
Harold Edward Snoad (28 de agosto de 1935 - 2 de junio de 2024) fue un productor, escritor y director de televisión británico. Es conocido principalmente por la sitcom de televisión Keeping Up Appearances, protagonizada por Patricia Routledge y Clive Swift. También fue reconocido por dirigir y producir Ever Decreasing Circles con Richard Briers y Peter Egan, así como Don't Wait Up con Tony Britton y Nigel Havers.
Snoad también tuvo una exitosa carrera como escritor junto a su compañero de escritura Michael Knowles, escribiendo el spin-off radiofónico de Dad's Army, It Sticks Out Half a Mile, que evolucionó hacia la serie de televisión de corta duración para ITV llamada High & Dry.

## Carrera como director y productor
Harold Snoad se unió a la BBC en 1957, después de haber trabajado en teatro y haber desempeñado numerosos roles, incluyendo como "call boy" para un episodio de Hancock's Half Hour en 1960. Snoad pronto fue ascendido, convirtiéndose en productor y director en 1969. En ese momento, fue uno de los directores más jóvenes que trabajaban en televisión. Su primera tarea como director fue con Dad's Army protagonizada por Arthur Lowe, John Le Mesurier y Clive Dunn. Snoad ya había sido asistente de producción para las dos primeras series y fue responsable de elegir la ciudad de Thetford en Norfolk para la filmación en locación. El primer episodio dirigido por Snoad fue The Lion Has Phones, emitido por primera vez el 25 de septiembre de 1969 y atrajo a 11.3 millones de espectadores. En 1973, Snoad dirigió la sitcom Casanova '73 protagonizada por Leslie Phillips, pero la serie no fue un éxito y recibió críticas de Mary Whitehouse. Snoad luego comentó sobre la serie que sentía que si hubiera sido emitida cinco años más tarde, "probablemente habría sido mejor recibida". En 1974, pasó a trabajar en la segunda serie de Are You Being Served?. Más tarde ese mismo año, Snoad comenzó a trabajar en The Dick Emery Show, que ya estaba en su duodécima serie para entonces, y continuaría dirigiendo y produciendo el programa hasta su finalización en 1981. En 1976, Snoad dirigió junto a Ray Cooney su primera película Not Now, Comrade protagonizada por Leslie Phillips, Windsor Davies, Don Estelle e Ian Lavender.
En la década de 1980, Snoad trabajó en las seis series de Don't Wait Up, protagonizada por Tony Britton, Nigel Havers y Dinah Sheridan, que se emitió de 1983 a 1990. En 2009, Snoad recordó una broma que el elenco le jugó mientras cenaba con Patricia Routledge, dijo: "Tony Britton - quien, según su propia admisión, no siempre llegaba a las repeticiones justo a tiempo - se detuvo y se arrodilló frente a mí y me preguntó si sería tan amable de permitirle otras cuarenta y ocho horas para completar las quinientas líneas que le había dado por llegar tarde la mañana anterior! Tony se fue y fue reemplazado por Nigel Havers y Dinah Sheridan que pidieron perdón por hablar durante las repeticiones. Simon Williams se disculpó por arruinar una de sus líneas esa mañana. Uno por uno, todo el elenco en general 'se inclinó y rascó'. Cuando el último miembro se movió, Patricia se volvió hacia mí y dijo: '¡Obviamente te adoran!'" Luego, Snoad continuó dirigiendo y produciendo las dos últimas series de Ever Decreasing Circles después de que el director anterior del programa, Sydney Lotterby, fuera reemplazado debido a no dar suficiente dirección a los actores principales. La serie protagonizada por Richard Briers, Penelope Wilton y Peter Egan atrajo a 12 millones de espectadores, y Snoad utiliza la cuarta serie como caso de estudio en su libro de 1988 Directing Situation Comedy. Mientras trabajaba en el programa, Peter Egan observó que Snoad tenía una técnica muy diferente a la de Lotterby, diciendo que mientras Lotterby era introvertido, Snoad era extrovertido. En 1988, Snoad dirigió y produjo la película para televisión Wife begins at 40, nuevamente trabajó con Ray Cooney, con quien había trabajado en Not Now, Comrade. En 1990 comenzó a trabajar en la serie por la que quizás sea más conocido, Keeping Up Appearances. El programa se emitió durante cinco series con 44 episodios, y fue clasificado en el puesto 12 en la encuesta de 2004 de Britain's Best Sitcom. Para febrero de 2016, el programa había sido vendido casi 1,000 veces a emisoras extranjeras, convirtiéndolo en el programa de televisión más exportado de la BBC.
Después de 38 años trabajando con la BBC, Snoad regresó al teatro y en 2009 dirigió la obra de teatro Say Who You Are. Más tarde ese mismo año, publicó su segundo libro It's Bouquet - Not Bucket!, en el cual cuenta la historia detrás de escena de la serie. En el libro afirma que "Mi intención al escribir este libro es... proporcionar a los millones de fanáticos de Keeping Up Appearances un 'acompañante' para la serie". En el quincuagésimo aniversario de la primera emisión de Dad's Army, Snoad dio una entrevista para la BBC, en la que dijo: "El director de muchos de los primeros episodios de Dad's Army, que tiene 50 años, ha dicho que duda que muchos de los programas de hoy en día perduren tanto tiempo". Continuó diciendo que "Hoy en día las comedias no son tanto para toda la familia." Dio varias charlas en cruceros, principalmente en el Queen Elizabeth 2, sobre la comedia televisiva.
En 2016, Snoad regresó a dirigir televisión con el corto animado Dads Army: A Stripe for Frazer, una recreación del episodio original A Stripe for Frazer de 1969, del cual todas las grabaciones han sido borradas. Solo la cinta de audio y el episodio de radio han sobrevivido del episodio original.

## Carrera como escritor
Snoad comenzó a escribir con Michael Knowles en 1972 después de que fueran presentados por su amigo mutuo, Jimmy Perry. Cuando se decidió que habría una serie de radio de Dad's Army, Perry y Croft estaban demasiado ocupados escribiendo la sexta serie, así que se sugirió que Snoad la adaptara con Knowles. En total se adaptaron 67 episodios de Dad's Army para la radio.
En 1981, Snoad y Knowles crearon la serie de radio It Sticks Out Half a Mile, un spin-off de Dad's Army. En 1985, volvieron a trabajar juntos para crear la adaptación televisiva de It Sticks Out Half a Mile con el piloto "Walking the Plank", protagonizado por Bernard Cribbins, Richard Wilson y Angus Barnett. La BBC no encargó la serie, pero en 1987 Yorkshire Television ordenó siete episodios bajo el nombre High & Dry. La serie tuvo una vida corta y recibió críticas por la falta de filmación en locaciones, debido a una tecnicidad con las reglas sindicales. Para la serie, Snoad utilizó el seudónimo Alan Sherwood debido a su contrato con la BBC en ese momento.
En 2017, nueve de los guiones de radio de Dad's Army fueron adaptados para el escenario en una actuación llamada The Dads Army Radio Hour (más tarde The Dads Army Radio Show) por David Benson y Jack Lane para el Edinburgh Festival Fringe. El espectáculo recorrió el Reino Unido hasta marzo de 2020, cuando se vio interrumpido por la pandemia de COVID-19.

## Vida personal y muerte
En 1957, Snoad se casó con Anna Christine Cadwallader, matrimonio que luego terminó en divorcio y del cual tuvieron una hija.
El 6 de julio de 1963, Snoad se casó con Jean Green; la pareja tuvo dos hijas.
Snoad fue miembro de la Dad's Army Appreciation Society y en 2013, después de la muerte de Bill Pertwee, se convirtió en vicepresidente de la sociedad, con Frank Williams como presidente. Snoad asistía frecuentemente a eventos de la sociedad como invitado especial y conferencista.
Snoad falleció el 2 de junio de 2024, a la edad de 88 años.

## Premios
A lo largo de su carrera, Snoad recibió varios premios. En 1987 y 1988, fue nominado a un BAFTA por su trabajo en Ever Decreasing Circles. Luego, en 1989, por Don't Wait Up, recibió el premio del Television and Radio Industries Club como "Sitcom del Año". Por su trabajo en Keeping Up Appearances, recibió otras dos nominaciones a los premios BAFTA y el prestigioso premio holandés, el Tulipán de Plata.

## Créditos de producción/dirección
| Año       | Título                              | Notas                                   |
| --------- | ----------------------------------- | --------------------------------------- |
| 1969–1970 | Dad's Army                          | Siete episodios                         |
| 1969      | Oh, Brother!                        | Tres episodios                          |
| 1972      | Idle at Work                        | Un episodio                             |
| 1972      | His Lordship Entertains             |                                         |
| 1972      | Them                                | Cinco episodios                         |
| 1973      | Seven of One                        | Tres episodios                          |
| 1973      | Elementary, My Dear Watson          | Un episodio                             |
| 1973      | Home from Home                      | Un episodio                             |
| 1973      | Casanova '73                        |                                         |
| 1974      | Are You Being Served?               | Cinco episodios                         |
| 1974      | French Relish                       | Un episodio                             |
| 1974–1981 | The Dick Emery Show                 | Cincuenta y dos episodios               |
| 1975      | The Rough with the Smooth           |                                         |
| 1976      | Not Now, Comrade                    | Película                                |
| 1977      | No Appointment Necessary            | Dos episodios                           |
| 1978–1980 | Rings on Their Fingers              |                                         |
| 1981      | Partners                            | Seis episodios                          |
| 1982      | Legacy of Murder                    |                                         |
| 1982      | The Further Adventures of Lucky Jim |                                         |
| 1983      | Tears Before Bedtime                | Un episodio                             |
| 1983–1990 | Don't Wait Up                       |                                         |
| 1984      | Hilary                              | Seis episodios                          |
| 1985      | The Gender Gap                      | Un episodio                             |
| 1985      | Walking the Planks                  | Un episodio                             |
| 1985      | Barnet                              | Un episodio                             |
| 1986–1989 | Ever Decreasing Circles             | Catorce episodios                       |
| 1987      | Divided We Stand                    |                                         |
| 1988      | Wife Begins at 40                   |                                         |
| 1988–1989 | Brush Strokes                       | Serie 3 (seis episodios)                |
| 1990–1995 | Keeping Up Appearances              |                                         |
| 1992      | Don't Tell Father                   |                                         |
| 1994      | All Night Long                      |                                         |
| 2016      | Dad's Army                          | Episodio animado: "A Stripe for Frazer" |
| 2023      | Dad's Army: The Animations          | Episodio animado: "A Stripe for Frazer" |

## Créditos como escritor
A menos que se indique lo contrario, todos están coescritos con Michael Knowles.
| Año       | Título                    | Notas |
| --------- | ------------------------- | --- |
| 1970      | "Put That Light Out!"     | Serie 4, Episodio 7 de la serie de televisión Dad's Army. El episodio se basó en una idea de Harold Snoad, pero fue escrito por Jimmy Perry y David Croft. |
| 1974–1976 | Dad's Army                | Adaptación radiofónica de la serie de televisión Dad's Army.                                                                                               |
| 1978      | Share and Share Alike     | Sitcom de BBC Radio 4. |
| 1983–1984 | It Sticks Out Half a Mile | Serie radiofónica secuela de Dad's Army. |
| 1985      | Walking the Planks        | Adaptación televisiva de It Sticks Out Half a Mile. |
| 1987      | High & Dry                | Adaptación televisiva de It Sticks Out Half a Mile, escrito bajo el seudónimo Alan Sherwood.                                                               |
| 1989      | Just His Luck             | Piloto de televisión no transmitido, coescrito con Ivor Burgoyne.                                                                                          |

## Apariciones como invitado
| Año       | Título                                     | Notas                                                                                 |
| --------- | ------------------------------------------ | ------------------------------------------------------------------------------------- |
| 1987      | Did You See...?                            |                                                                                       |
| 2004–2008 | Comedy Connections                         | Episodios: Keeping Up Appearances; Ever Decreasing Circles; Don't Wait Up; Dad's Army |
| 2007      | The World's Greatest Comedy Characters     |                                                                                       |
| 2008      | The Comedy Map of Britain                  |                                                                                       |
| 2008–2011 | The Dad's Army Podcast                     | 6 episodios                                                                           |
| 2009      | Dick Emery: The Comedy of Errors?          |                                                                                       |
| 2010      | The Story of Are You Being Served?         |                                                                                       |
| 2011      | Behind the Britcoms: From Script to Screen |                                                                                       |
| 2012      | The Unforgettable...                       | Episodio: "The Unforgettable Dick Emery"                                              |
| 2012      | Tales of Television Centre                 |                                                                                       |
| 2014      | The Many Faces of...                       | Episodio: "The Many Faces of Dick Emery"                                              |
| 2018      | Saluting Dad's Army                        | 3 episodios                                                                           |
| 2023      | Comedy Classics: Keeping Up Appearances    | Material de archivo                                                                   |

## Otras apariciones
Snoad fue entrevistado para varios documentales de televisión. En 1987, apareció en Did You See...? donde habló sobre Ever Decreasing Circles. Luego, en 2007, fue entrevistado para The World's Greatest Comedy Character y nuevamente en 2008 para Comedy Map of Britain. Snoad apareció en cuatro episodios de Comedy Connections donde habló sobre Dad's Army, Don't Wait Up, Ever Decreasing Circles y Keeping Up Appearances. En 2010, Snoad participó en The Story of 'Are You Being Served?. Cuando la BBC se trasladó desde Television Centre, Snoad fue entrevistado para el documental Tales of Television Centre. En el quincuagésimo aniversario de Dad's Army, Snoad apareció en cuatro episodios de la serie de UK TV Gold Saluting Dad's Army. En 2021, se anunció que Snoad había contribuido a un nuevo libro próximo sobre sitcoms británicas de la década de 1970 titulado Raising Laughter: How the Sitcom Kept Britain Smiling in the '70s.

## Opiniones sobre el público en el estudio
Snoad siempre fue un gran defensor del público en el estudio, diciendo que "cuando ves comedia en un teatro o cine estás con otras personas y la risa es contagiosa. Sin embargo, en casa podría haber solo un par de personas viendo o incluso podrías estar solo y la reacción genuina de un público en el estudio (¡no una pista de risa!) realmente puede mejorar el disfrute de los espectadores."